# Montrigaud
Montrigaud là một xã thuộc tỉnh Drôme trong vùng Auvergne-Rhône-Alpes ở đông nam nước Pháp. Xã Montrigaud nằm ở khu vực có độ cao trung bình 462 mét trên mực nước biển.
Sông Galaure tạo thành một phần ranh giới phía bắc thị trấn.